# 蘇特爾島
68°36′S 77°54′E / 68.600°S 77.900°E
蘇特爾島，是南極洲的島嶼，位於伊利沙伯女皇地，處於海德曼灣南部入口處西南面0.8公里，根據挪威探險隊拍攝的空中照片繪入地圖，現時由南極條約體系管理。